# Harald Weirich
Harald Weirich (* 22. September 1942 in Birkenfeld; † 10. Oktober 2000 in Worms) war ein deutscher Librettist und Lehrer für Deutsch und Ethik am Eleonoren-Gymnasium Worms. 

## Künstlerische Tätigkeit
Seit Mitte der 1970er Jahre arbeitete Weirich wiederholt mit dem Komponisten Volker David Kirchner zusammen. Für die Adaptionen Das kalte Herz nach Wilhelm Hauff und Erinys nach der Orestie des Aischylos steuerte er jeweils die Konzeption bei. Bei den Opern Die fünf Minuten des Isaak Babel und Belshazar schrieb Weirich die Libretti. Das dritte gemeinsame, im Kontext des Nibelungenliedes angesiedelte Projekt Der Hort blieb hingegen Fragment.

## Werke

### Bühnenwerke
- Die fünf Minuten des Isaak Babel, Szenisches Requiem in zwölf Bildern (1977–1979. UA 19. April 1980, Wuppertal) (Komponist: Volker David Kirchner)
- Belshazar (1984/85. UA 25. Januar 1985 an der Bayerischen Staatsoper München) (Komponist: Volker David Kirchner)
- Der Hort: Musikepos in vier Teilen. Ein Fragment (2000)